# Acacia lullfitziorum
Acacia lullfitziorum är en ärtväxtart som beskrevs av Bruce R. Maslin. Acacia lullfitziorum ingår i släktet akacior, och familjen ärtväxter. Inga underarter finns listade i Catalogue of Life.